# Посвентне (гміна, Білостоцький повіт)
Гміна Посьвентне (пол. Gmina Poświętne) — сільська гміна у східній Польщі. Належить до Білостоцького повіту Підляського воєводства.
Станом на 31 грудня 2011 у гміні проживало 3693 особи.

## Територія
Згідно з даними за 2007 рік площа гміни становила 114.33 км², у тому числі:
- орні землі: 63.00%
- ліси: 29.00%

Таким чином, площа гміни становить 3.83% площі повіту.

## Населення
Станом на 31 грудня 2011:
| Опис     | Загалом | Загалом | Чоловіки | Чоловіки | Жінки | Жінки |
| -------- | ------- | ------- | -------- | -------- | ----- | ----- |
| одиниця  | осіб    | %       | осіб     | %        | осіб  | %     |
| все      | 3693    | 100     | 1888     | 51.12    | 1805  | 48.88 |
| міське   | 0       | 0       | 0        |          | 0     |       |
| сільське | 3693    | 100     | 1888     | 51.12    | 1805  | 48.88 |

## Сусідні гміни
Гміна Посьвентне межує з такими гмінами: Бранськ, Вишкі, Лапи, Нові Пекути, Соколи, Сураж.